# José Marques da Silva
José Marques da Silva (Porto, 18 de outubro de 1869 – 6 de junho de 1947 (77 anos)) foi um arquiteto português. É uma das principais figuras da arquitetura do Porto.

## Vida e obra

### Formação
Filho de Bernardo Marques da Silva (pedreiro lavrista), e Maria Rosa Marques, José Marques da Silva nasceu no n.º 113 da Rua de Costa Cabral, no Porto, a 18 de outubro de 1869. 
Frequentou a instrução primária e estudos secundários no Liceu da Ordem da Trindade.
Iniciou a sua formação como arquiteto na Academia Portuense de Belas-Artes, onde foi aluno, entre outros, de José Geraldes da Silva Sardinha, João Marques de Oliveira e António Soares dos Reis. Em 1889 partiu para Paris com o objetivo de ingressar na École Nationale et Spéciale des Beaux-Arts, cidade onde permaneceu até obter o grau de Arquiteto Diplomado pelo Governo Francês, em 10 de dezembro de 1896.
Durante a sua estadia em Paris, Marques da Silva desenvolveu a maior parte dos seus trabalhos académicos, que resultam em desenhos de arquitetura notáveis, num ateliê livre externo à escola, sob orientação de Victor Laloux. Este ateliê era então frequentado por uma comunidade internacional de estudantes de arquitetura, onde se destacam nomes como Charles Lemaresquier, futuro sucessor de Victor Laloux, Paul Norman, que viria a ganhar o Grand Prix de 1891, Charles Butler, o primeiro diplomado americano do ateliê, em 1897, ou mesmo o do seu conterrâneo Miguel Ventura Terra. Deste período, a Fundação Instituto Arquiteto José Marques da Silva possui um conjunto documental composto por 67 desenhos de arquitetura, que constitui um assinalável registo das práticas arquitetónicas finisseculares no seio das Belas-Artes.

### Prática da arquitetura

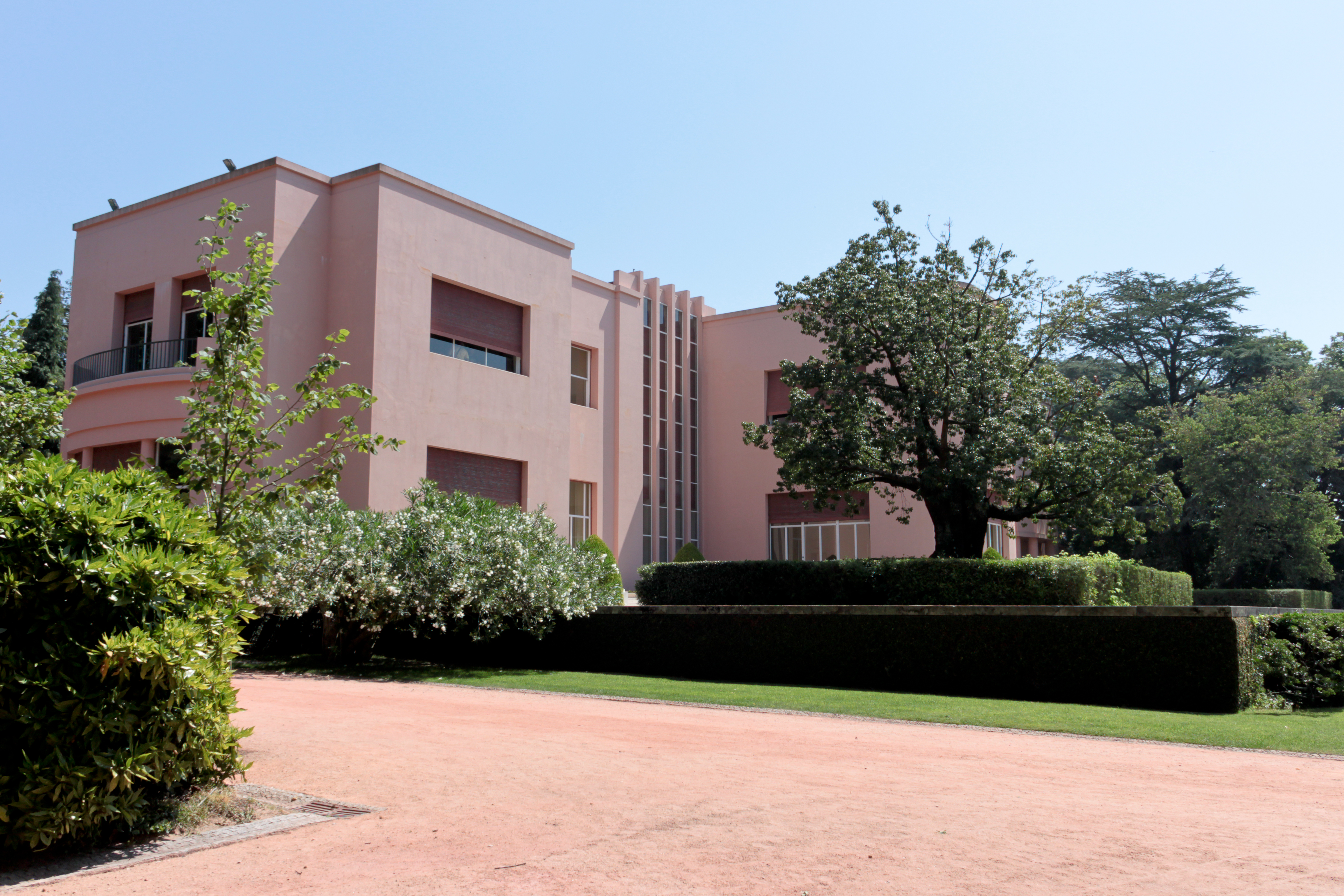
Casa de Serralves

Marques da Silva regressou a Portugal em 1896 para iniciar uma intensa atividade profissional que rapidamente lhe granjeou o reconhecimento público. Na Exposição Universal de Paris de 1900 obtém a medalha de prata e na Exposição do Rio de Janeiro de 1908 foi premiado com a medalha de ouro. Em 1908 é agraciado com o Grau Oficial da Ordem de S. Tiago de Mérito Científico, Literário e Artístico. 
Com projetos como a Estação de São Bento (1896), o Teatro Nacional São João (1910), o Edifício das Quatro Estações (1905), os Liceus Alexandre Herculano (1914), a Casa da Irmandade da Lapa, edifício geminado à Igreja (c. 1910-1915), Liceu Rodrigues de Freitas (1919), os Armazéns Nascimento (1914), a Casa de Serralves (1925-1943) ou o Monumento aos Heróis da Guerra Peninsular (1909), moldou a fisionomia da cidade do Porto, mas a sua atuação também se estendeu a outra regiões do norte do país, em particular a Guimarães, cidade para a qual viria a projetar vários edifícios emblemáticos tais como a sede da Sociedade Martins Sarmento, o Mercado Municipal ou o Santuário da Penha. 
A sua obra, num momento de mudança das práticas construtivas, aliou aos valores da tradição das Beaux-Arts as componentes da razão, traduzindo-se em projetos funcionais e adaptados às mecânicas da vida moderna e na defesa de um modo muito próprio de entender a construção da cidade.

### Atividade docente
A atividade docente de Marques da Silva iniciou-se em 1900, na qualidade de Professor de Desenho e Modelação no Instituto Industrial e Comercial do Porto. Em 1906 foi nomeado professor de arquitetura na Academia Portuense de Belas-Artes, vindo a ocupar posteriormente o lugar de diretor da então já designada Escola de Belas-Artes do Porto (1913-1914; 1918-1939). Foi ainda diretor e professor da Escola de Arte Aplicada Soares dos Reis (1914-1930).
O desenho, como instrumento central da prática do projeto e base de transmissão de processos metodológicos estáveis, mas capazes de reagir às múltiplas solicitações da sociedade, foi o motor do seu ensino. Teve uma influência direta na formação de arquitetos como Rogério de Azevedo. A centralidade do desenho manteve-se como característica central do ensino de Arquitetura no Porto nas gerações que se seguiram, continuando a ser transmitida por arquitetos como Carlos Ramos, Fernando Távora e Álvaro Siza Vieira, podendo-se atribuir assim a Marques da Silva o papel de um dos antecedentes da tradição da Escola do Porto.

### O legado
Marques da Silva faleceu em 6 de Junho de 1947, na sua residência na Praça Marquês de Pombal, no Porto, tendo sido sepultado no Cemitério da Lapa, em jazigo da sua autoria.
Nas suas múltiplas frentes de atuação, este académico de mérito das Academias de Belas-Artes de Lisboa e Porto, membro do Conselho Superior da Sociedade de Belas-Artes, sócio n.º 1 da Sociedade dos Arquitetos do Norte (encontrando-se colaboração da sua autoria no Anuário da sociedade de arquitetos portugueses), deixou um legado duradouro na cultura arquitetónica portuense, na paisagem da cidade, na cultura de projeto dos arquitetos, nas práticas de ensino, numa certa forma de fazer e pensar a arquitetura que se foi consolidando no Porto ao longo do século XX.
O espólio de Marques da Silva foi legado à Universidade do Porto por Maria José Marques da Silva (1914-1994) e David Moreira da Silva (1909-2002), sua filha e genro, também arquitetos, para criação do Instituto Marques da Silva. Em 1996, a Universidade funda o Instituto Arquitecto José Marques da Silva e em Julho de 2009 é reconhecida a decisão de transformação do instituto em Fundação Instituto Arquitecto José Marques da Silva (FIMS), uma fundação de direito privado que tem como missão a promoção científica, cultural, formativa e artística do património arquitetónico do arquiteto José Marques da Silva, inserido no contexto do seu tempo e aberto à cultura moderna de que foi precursor. A Fundação, sediada na própria Casa-Atelier do arquiteto e no contíguo palacete da família Lopes Martins, e ocupando ainda um pavilhão existente no seu extenso jardim, acolhe igualmente o acervo literário, artístico, arquitetónico e urbanístico dos arquitetos Maria José Marques da Silva Martins e David Moreira da Silva. A FIMS articula as vertentes de conservação, valorização e tratamento da informação com a investigação e divulgação, estando disponível para acolher ou incorporar outros fundos ou unidades documentais de valor patrimonial, histórico, científico, artístico ou documental relativos, preferencialmente ligados à arquitectura e ao urbanismo portuense e português.
Em Maio de 2011, a Sociedade de Transportes Colectivos do Porto, em conjunto com a Fundação Marques da Silva, homenageou este autor, ao providenciar informação aos passageiros da Linha 22 dos Eléctricos do Porto sobre os vários edifícios projectados por Marques da Silva, pelos quais esta linha passa.

## Lista de obras realizadas
- Templo de São Torcato (1895), em Guimarães[7]
- Estação de São Bento (1896-1916), na Praça de Almeida Garrett, no Porto
- Bairro operário "O Comércio do Porto" (1899-1905), na Rua da Constituição/ Rua de Serpa Pinto, no Porto[8]
- Casa Augusto Leite da Silva Guimarães (1899), na Rua Latino Coelho/ Rua de Gil Vicente, no Porto
- Mausoléu Clemente A. M. Lobo (1900), Cemitério de Agramonte, no Porto
- Edifício da Sociedade Martins Sarmento (1903-1908), em Guimarães
- Duas Casas David Soares da Silva Moreira (1904), na Rua D. João IV/ Rua de Fernandes Tomás
- Edifício das Quatro Estações (1905), na Rua das Carmelitas, no Porto
- Edifício das Obras Públicas (1905), em Braga[8]
- Casa Atelier Marques da Silva (1909), na Praça do Marquês de Pombal, no Porto
- Monumento aos Heróis da Guerra Peninsular (1909), na Praça de Mouzinho de Albuquerque, no Porto
- Teatro Nacional S. João (1910-1920), na Praça da Batalha, no Porto
- Jazigo de António Lopes Martins (1911), Cemitério da Lapa, no Porto
- Edifício dos Grandes Armazéns Nascimento, hoje Galerias Palladium (1914-1927), esquina da Rua de Santa Catarina com Passos Manuel, no Porto
- Liceu Alexandre Herculano (1914-1931), na Avenida de Camilo, no Porto
- Casa da Espinhosa, (1921) Guimarães
- Monumento ao D. António Barroso (1932) em Barcelos
- "Casa da Irmandade da Lapa", edifício geminado à Igreja (c. 1910-1915), Largo da Lapa, no Porto
- Palacete Conselheiro Pedro Araújo (1917), na Rua do Campo Alegre, no Porto
- Palácio do Conde Vizela (1917-1923), na Rua das Carmelitas/ Rua do Conde de Vizela/ Rua de Cândido dos Reis, no Porto
- Edifício da Companhia de Seguros "A Nacional" (1919-1924), na Avenida dos Aliados, no Porto
- Liceu Rodrigues de Freitas (1918-1932), na Praça de Pedro Nunes, no Porto
- Edifício António Enes Bagana (1919), na Rua do Rosário, no Porto
- Jazigo de José Lopes Martins (1921), Cemitério da Lapa, no Porto
- Jazigo de Ramiro Magalhães (1922), Cemitério de Agramonte, no Porto
- Edifício Joaquim Emílio Pinto Leite (1922), na Avenida dos Aliados, no Porto
- Edifício do Jornal de Notícias (1925), na Avenida dos Aliados, no Porto
- Edifício de Rendimento (1925-1928), na Rua de Alexandre Braga, no Porto
- Casa e Jardins de Serralves (1925-1943), na Rua de Serralves, no Porto
- Moradia Joaquim Gouveia Allen (1927), na Rua de António Cardoso, no Porto
- Mercado Municipal (1927-1947), Guimarães
- Santuário da Penha (1930-1947), em Guimarães
- Quinta do Mata-Sete (1935), Jardins de Serralves, na Rua de D. João de Castro, no Porto
- Edifício na rua Barjona de Freitas (1940), em Barcelos
- Jazigo de Marques da Silva, Cemitério da Lapa, no Porto

## Galeria de fotos

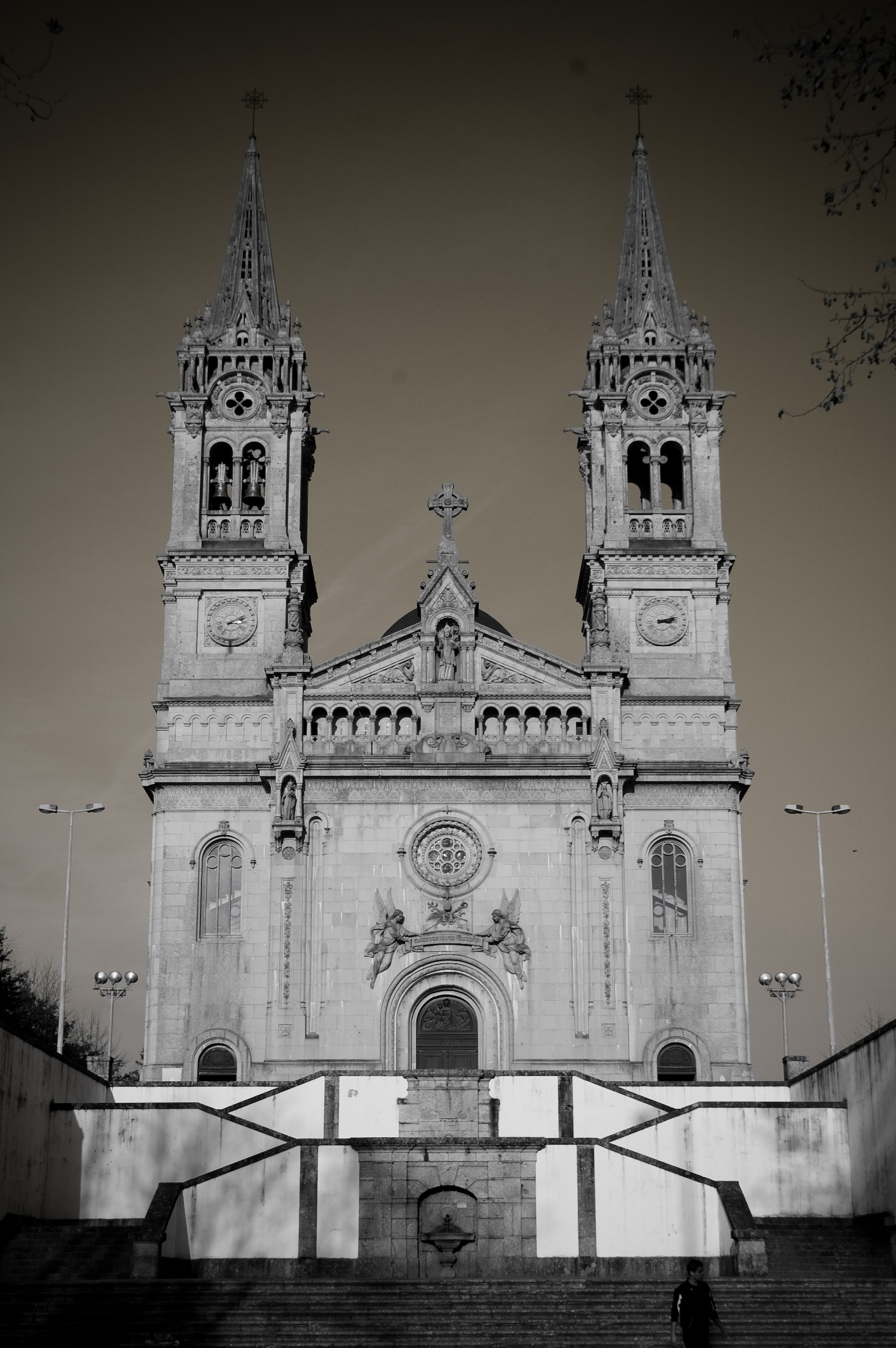
Santuário de São Torcato
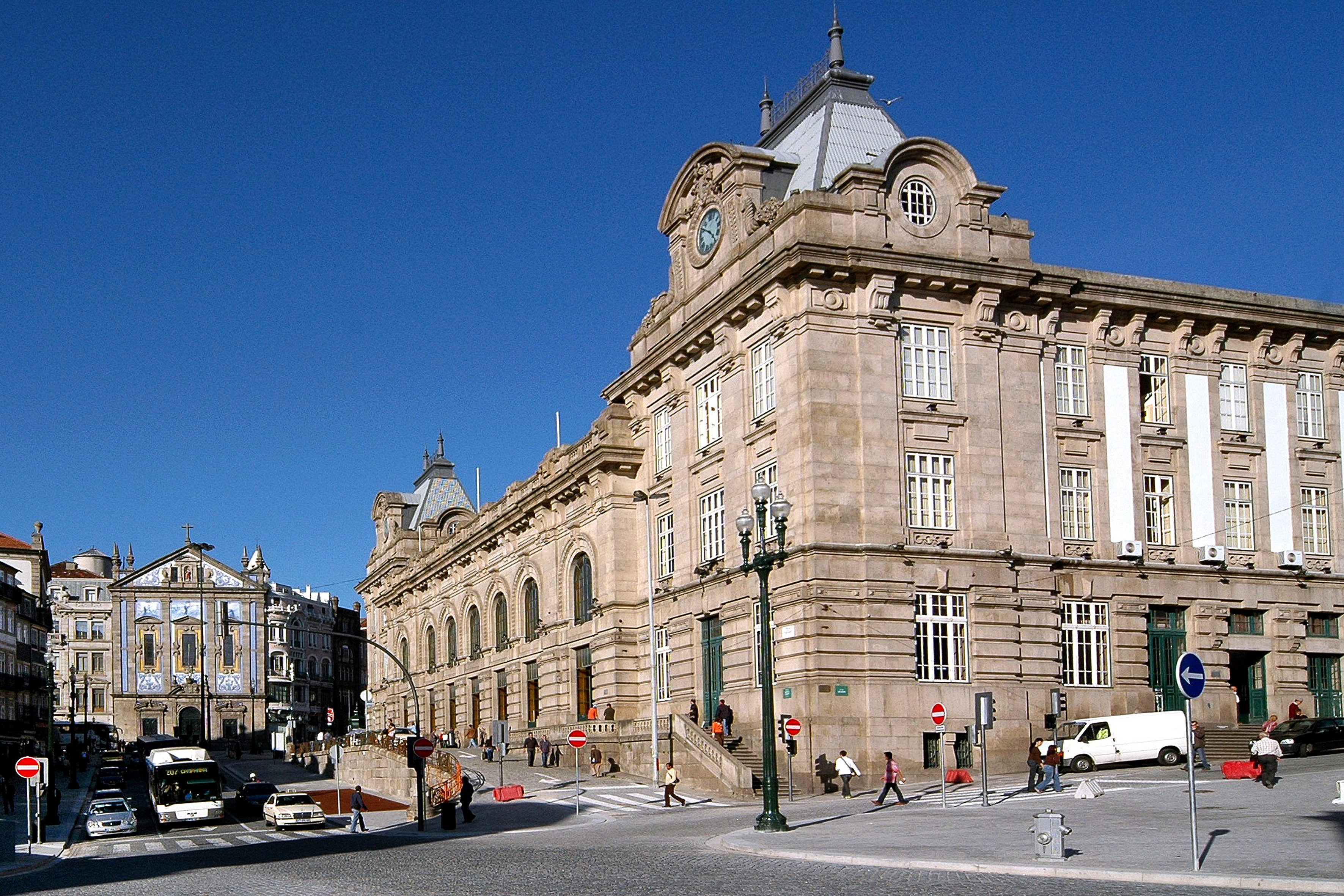
Estação de São Bento
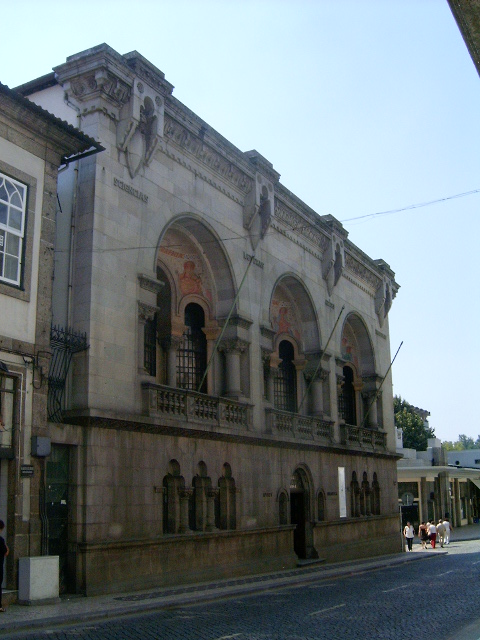
Edifício-sede da Sociedade Martins Sarmento
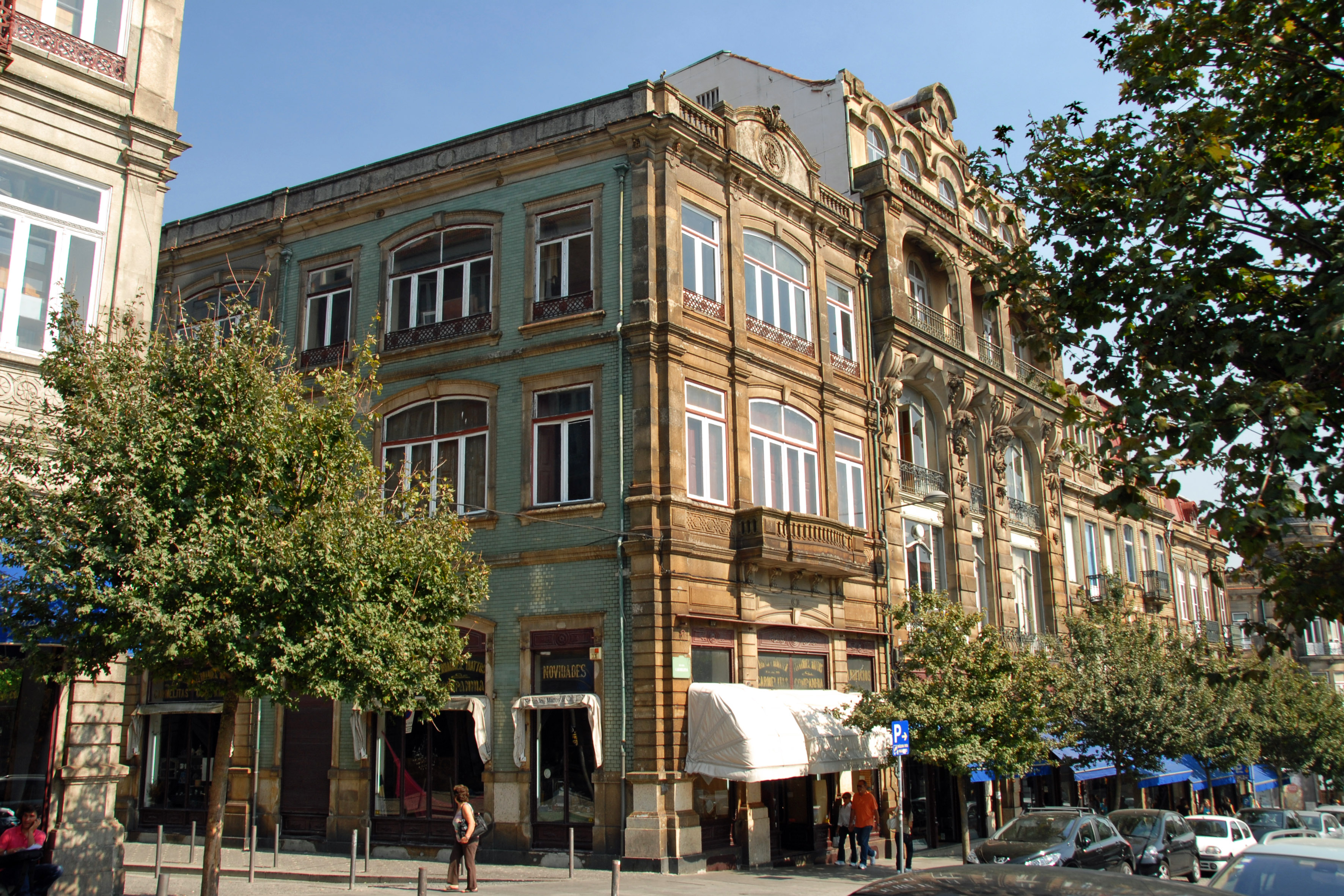
Edifício das Quatro Estações, na Rua das Carmelitas
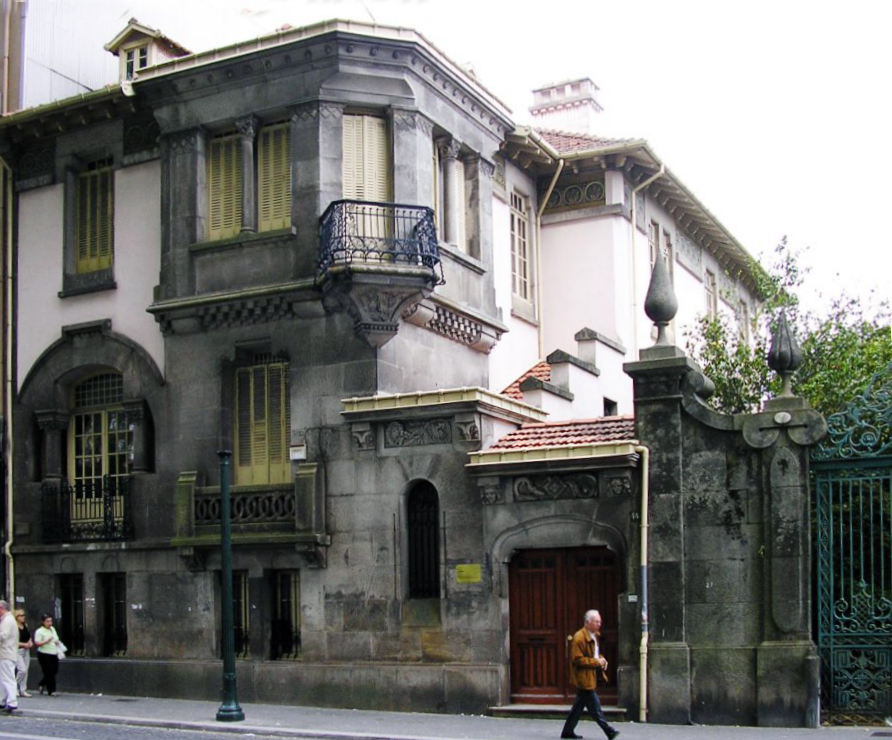
Casa Atelier Marques da Silva
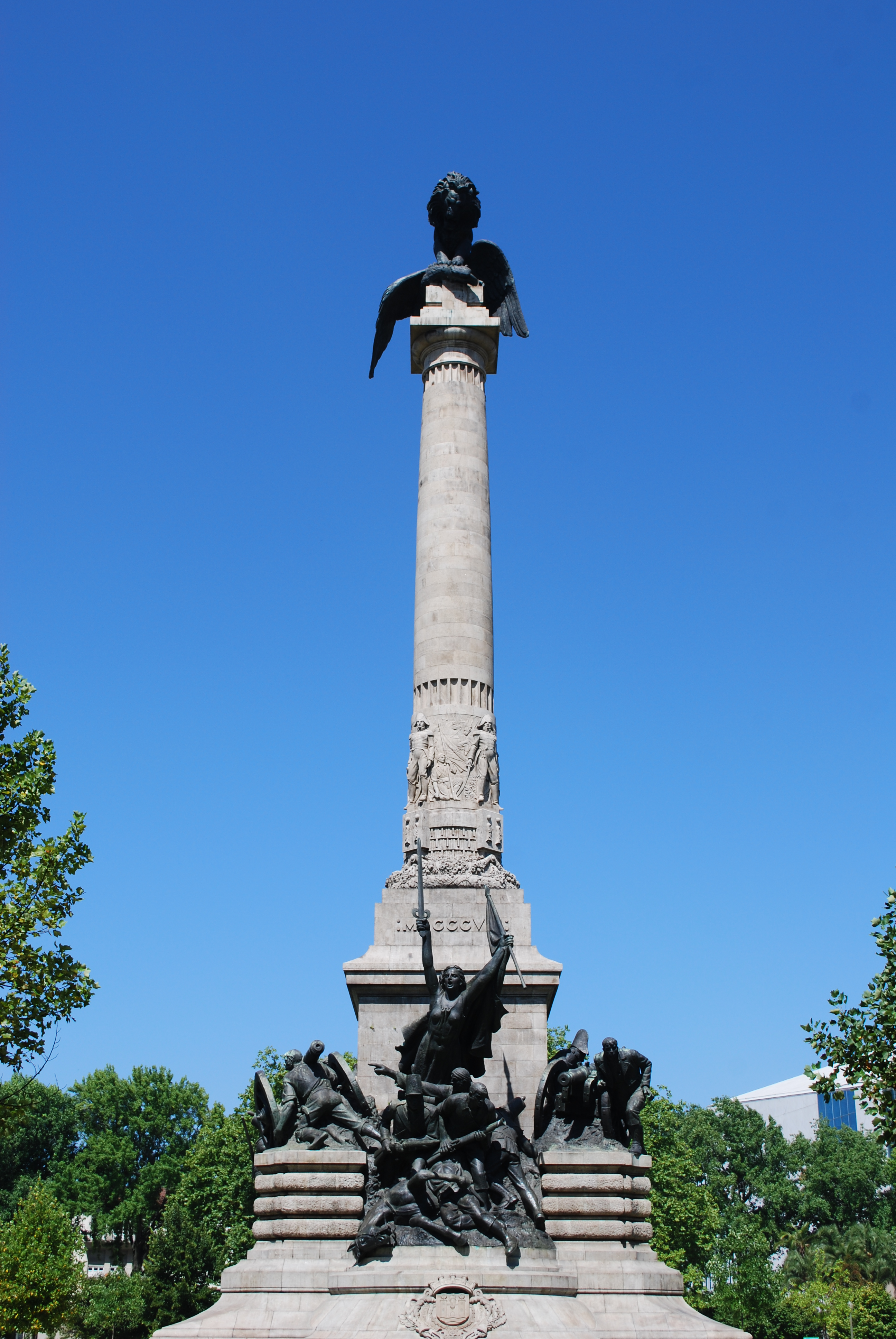
Monumento aos Heróis da Guerra Peninsular
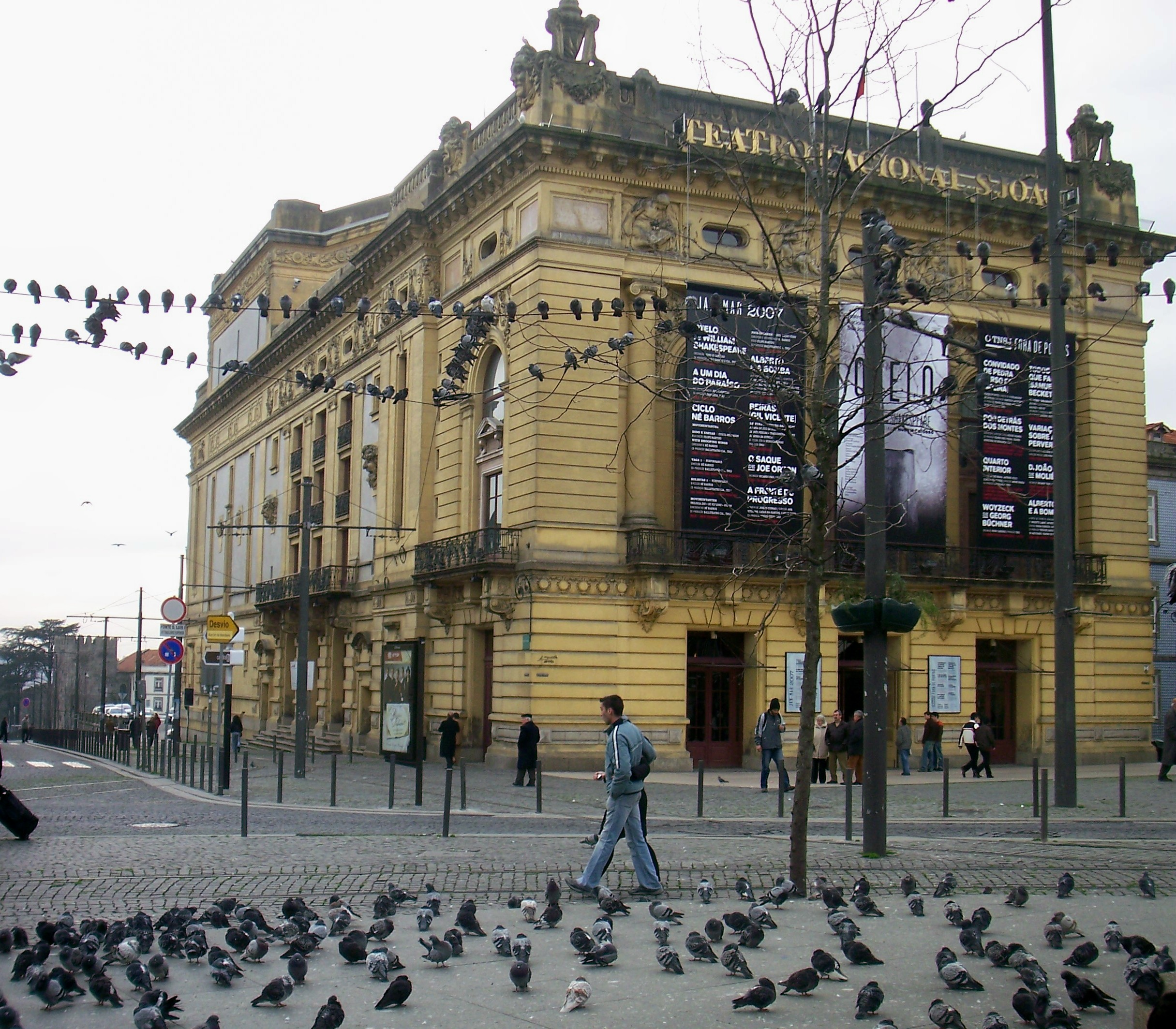
Teatro Nacional de São João
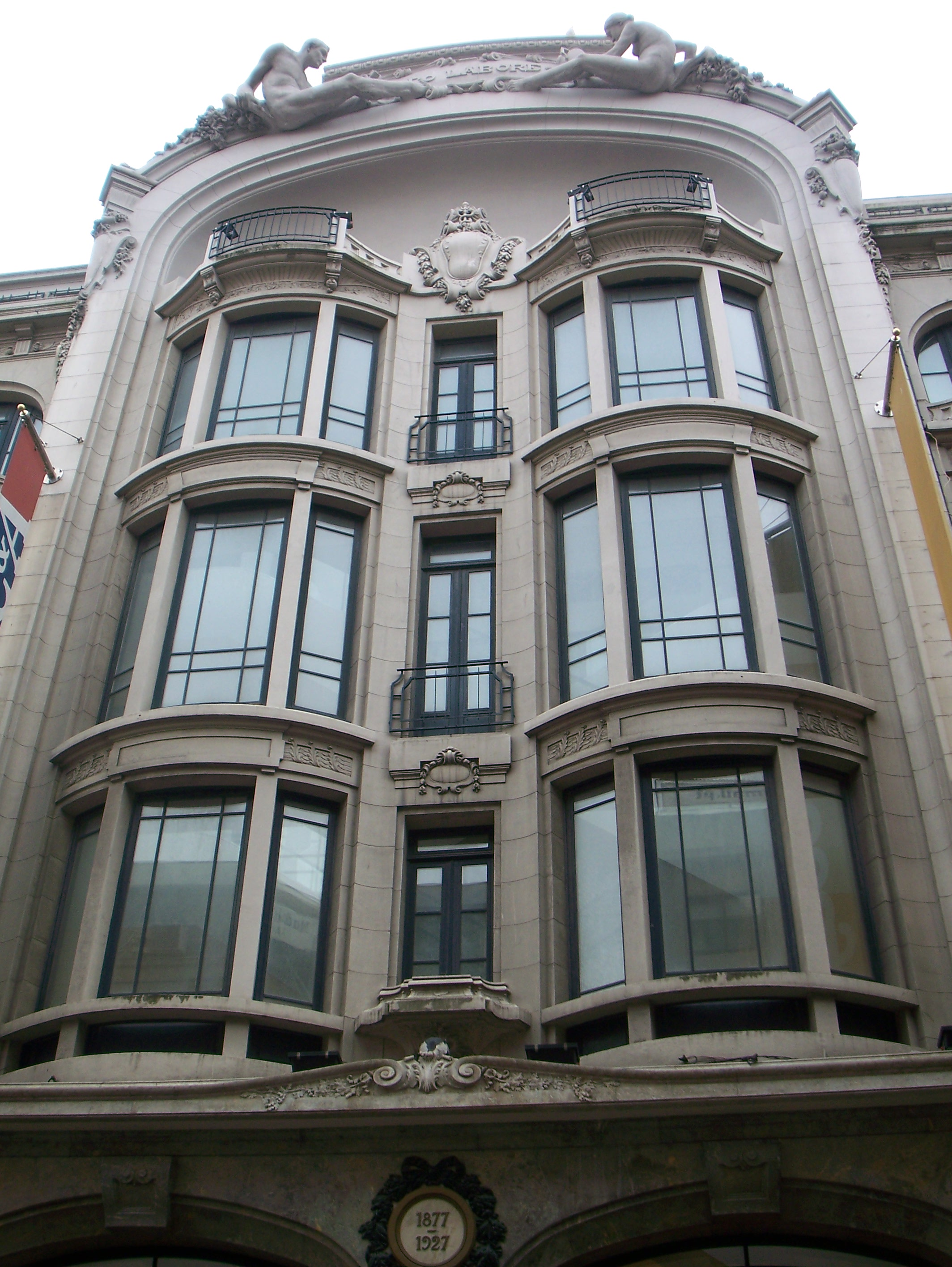
Edifício "Armazéns Nascimento"
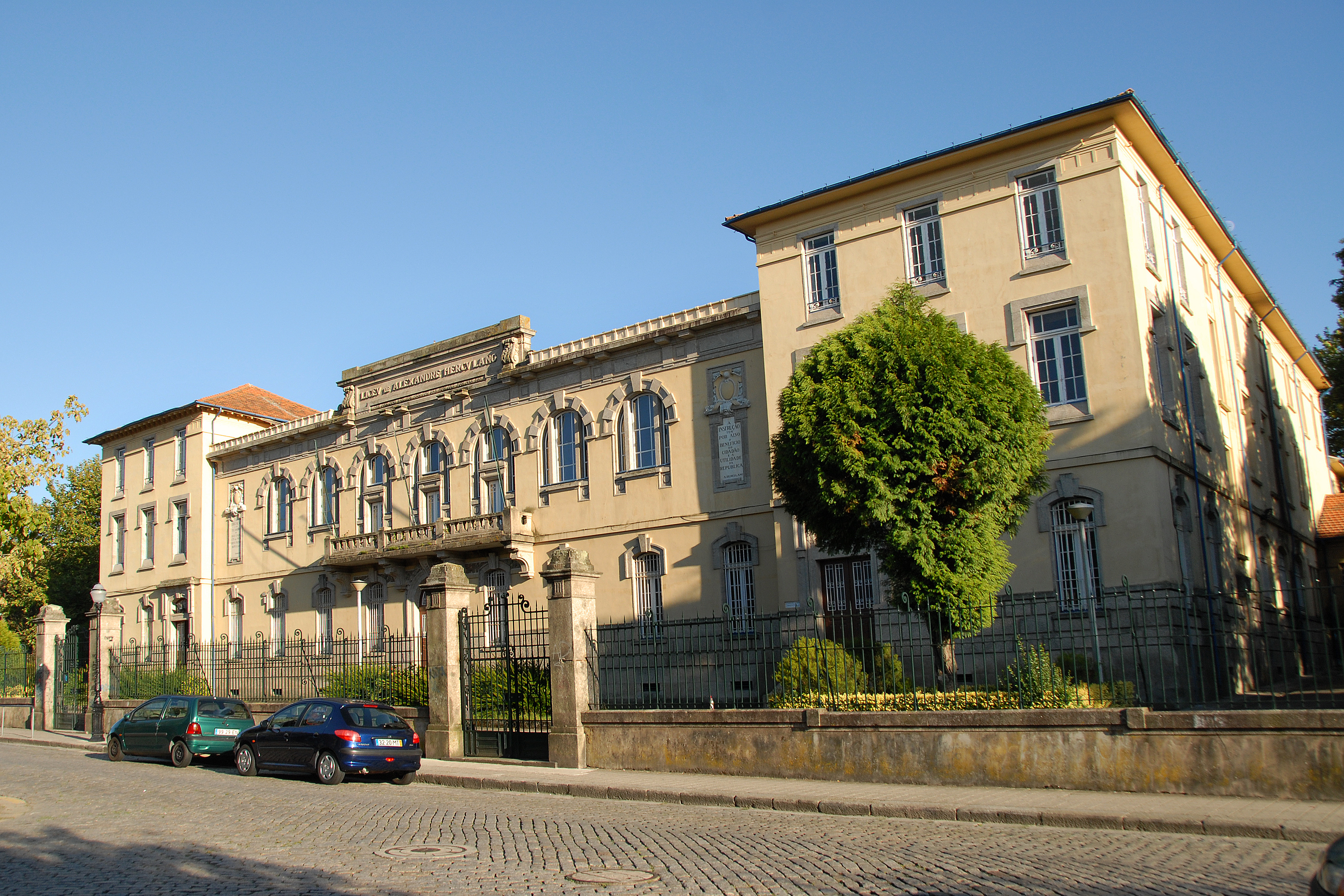
Liceu Alexandre Herculano
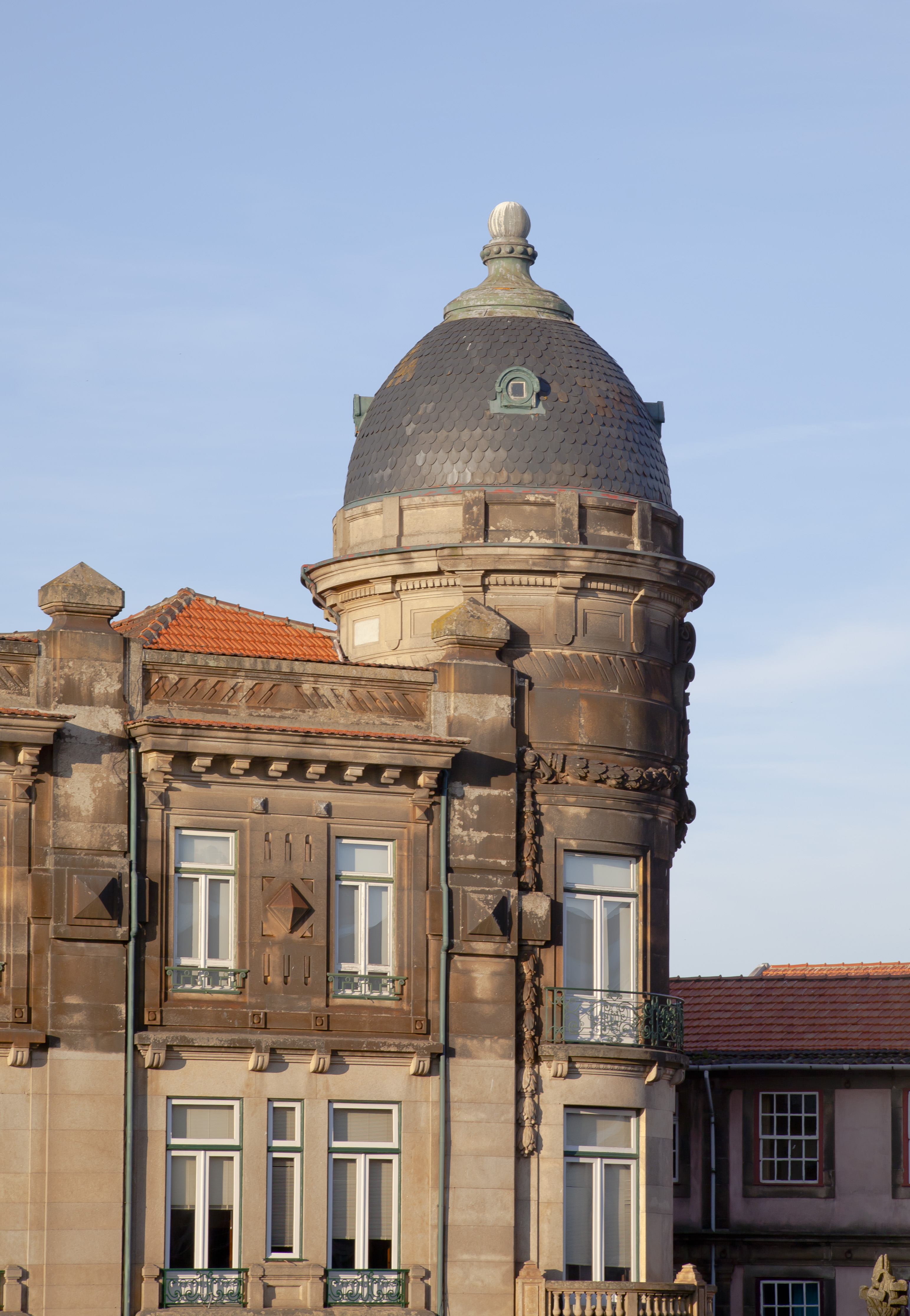
Palácio Conde de Vizela
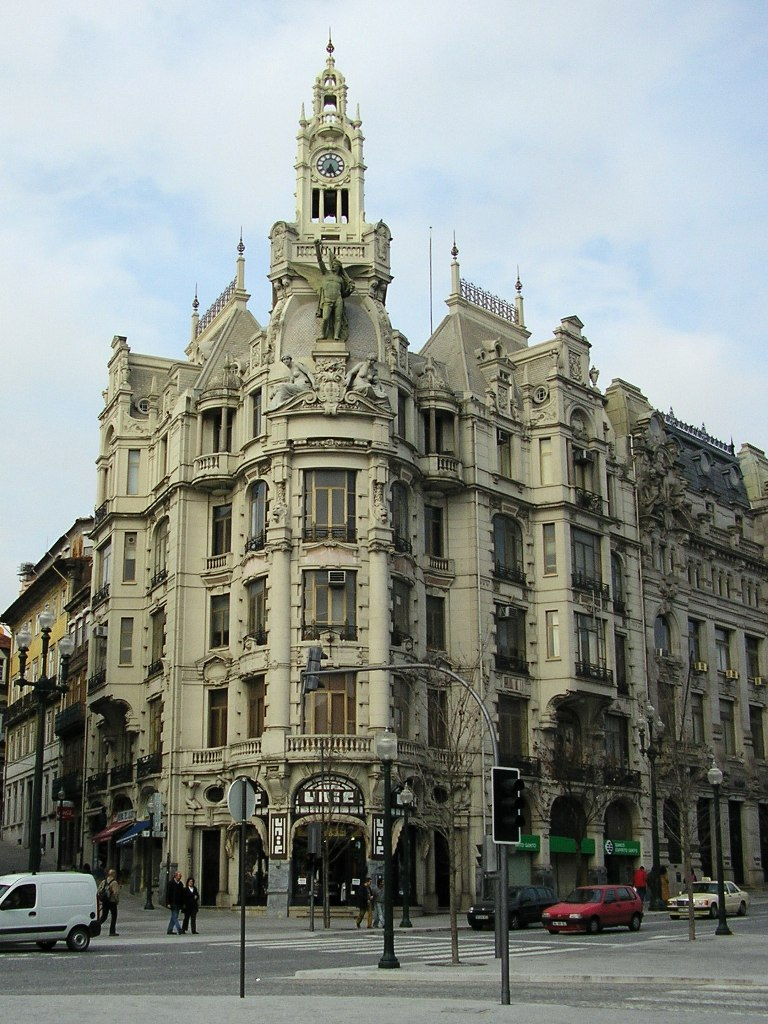
Edifício "A Nacional" na Avenida dos Aliados
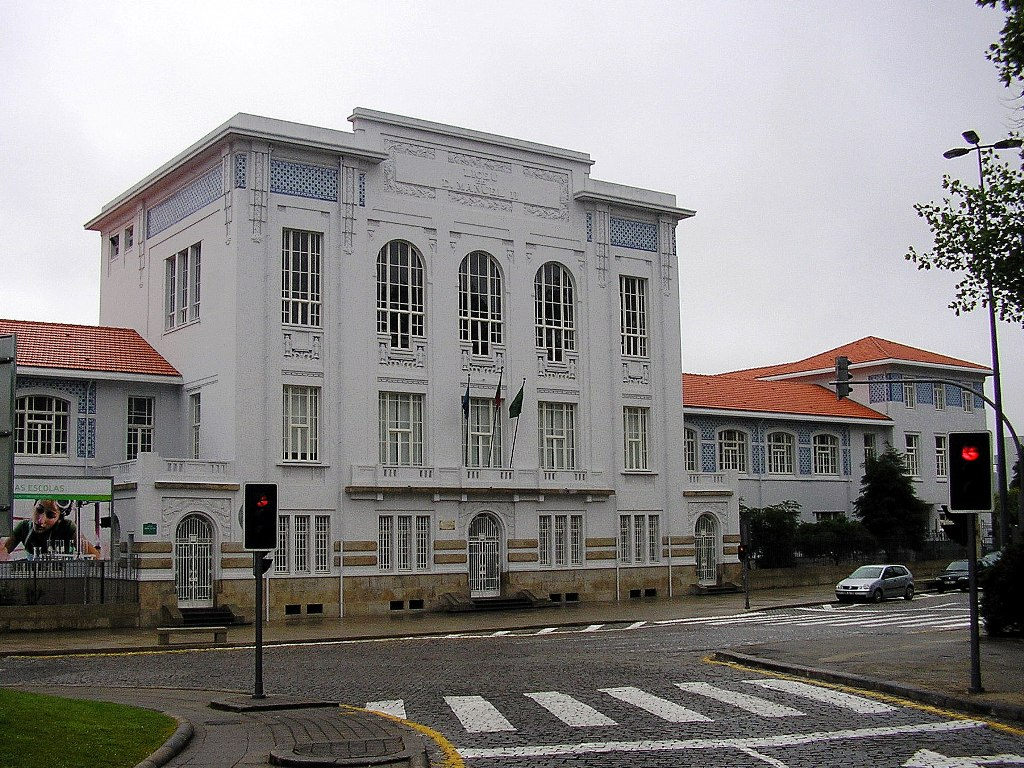
Liceu Rodrigues de Freitas
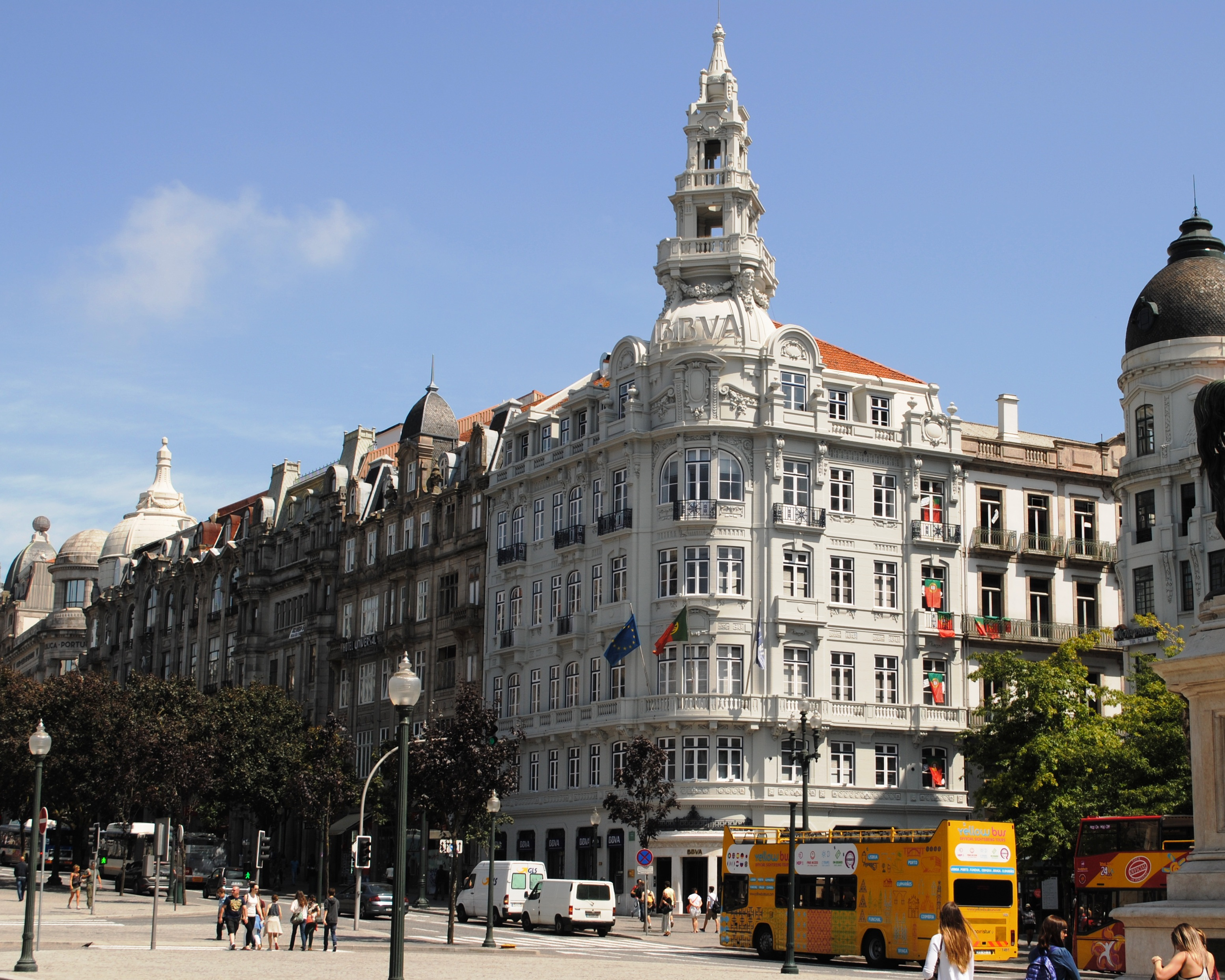
Prédio Joaquim Emídio Pinto Leite na Avenida dos Aliados
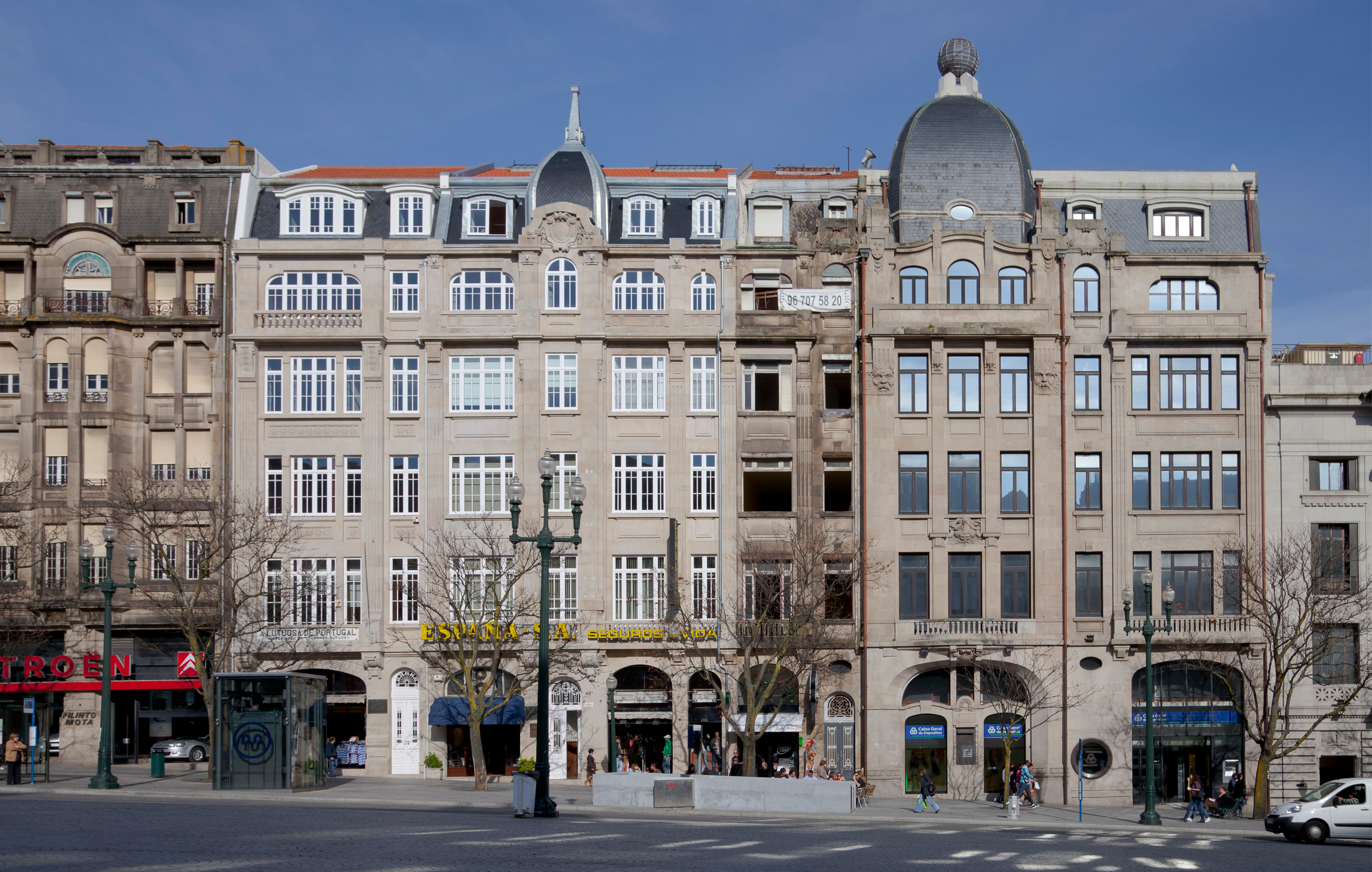
Edifício do Jornal de Notícias na Avenida dos Aliados
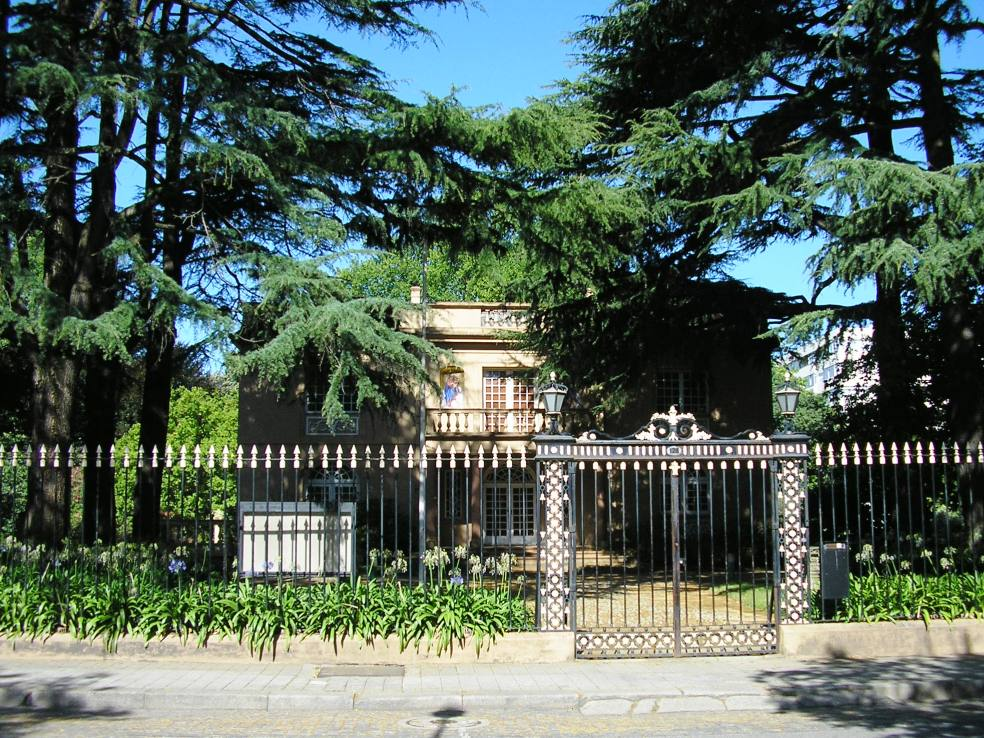
Moradia Joaquim Gouveia Allen
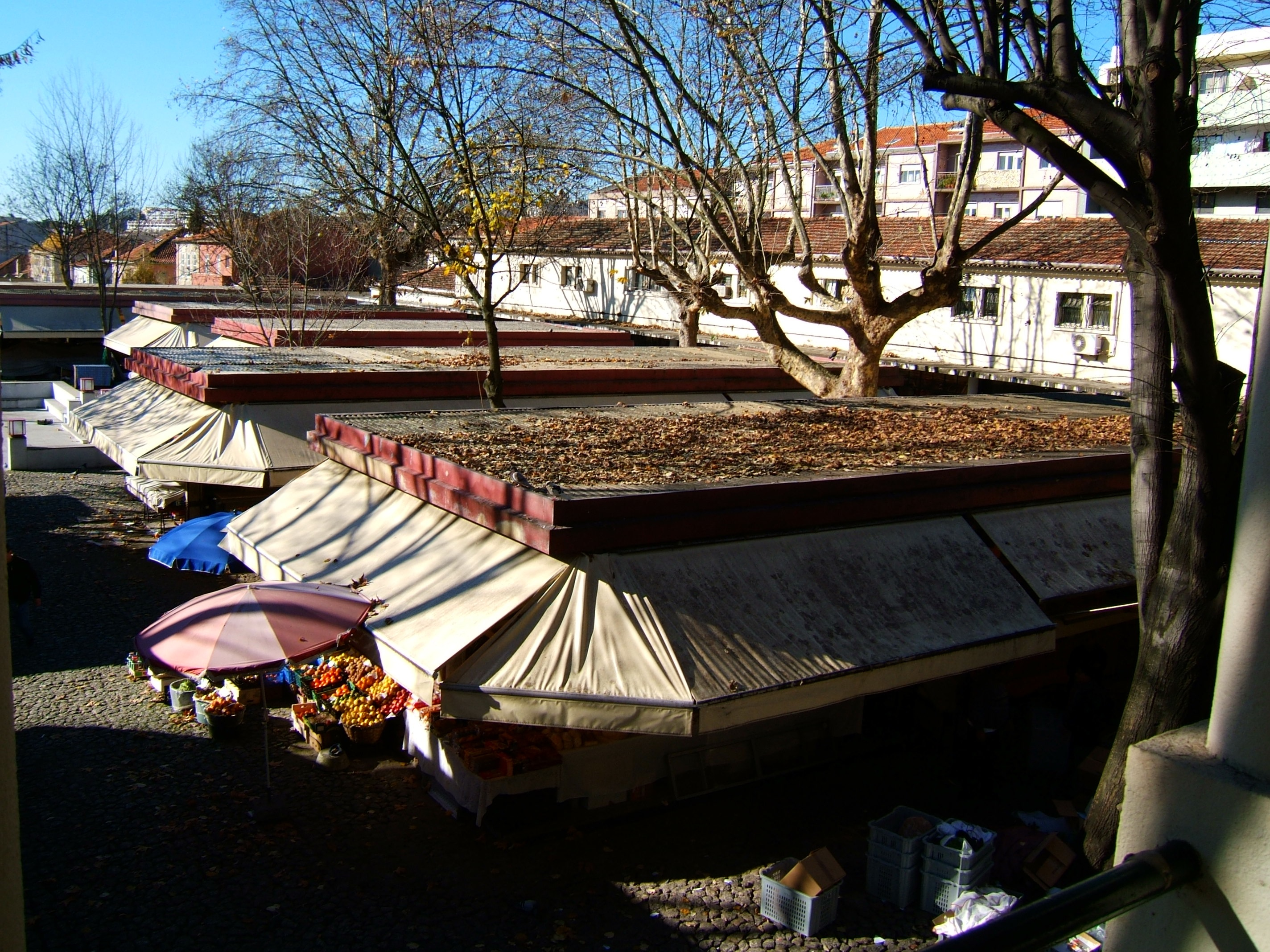
Mercado Municipal, Guimarães
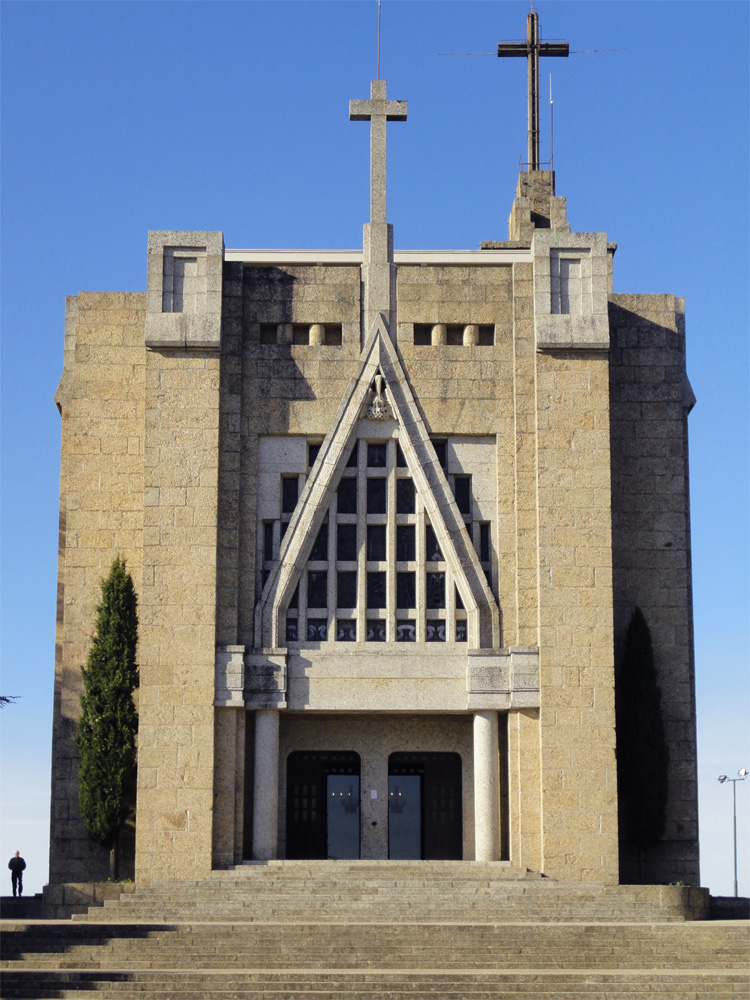
Santuário da Penha